# نام من کیم سام سون است
سام–سون (به کره‌ای: 내 이름은 김삼순) (به انگلیسی: My Lovely Sam Soon) یک سریال درام-کمدی عشقی ساخت کره جنوبی است. برگردان عنوان اصلی این فیلم در کره‌ای «نام من کیم سام–سون است.» و در انگلیسی «سام–سون دوست‌داشتنی من» می‌باشد. این مجموعه تلویزیونی ساخت شکبه ام‌بی‌سی کره جنوبی است و از ۱ ژوئن تا ۲۱ ژوئیه ۲۰۰۵ در این شبکه پخش شده‌است و با دوبله فارسی از شبکه فارسی۱ پخش شده‌است.

هیون بین (چپ) و کیم سون آه (راست)